# 王约 (南朝)
王约，南北朝南齐、南梁官员，出自琅邪王氏，王景文的儿子，王缋的弟弟。
王约在齐明帝之世，数年被罢官而禁止任职。萧衍当时为太子中庶子，对他说：“卿将来一定当富贵，一定不会让你长久受到委屈。”萧衍辅政，对他说：“我曾经根据卿的相貌认为你当有富贵，不料卿今日便当获得富贵。”王约在南梁历任侍中、左户尚书、廷尉。